# Захарьин-Яковлев, Пётр Яковлевич
Пётр Яковлевич Злоба Захарьин-Яковлев (ум. 9 июня 1533) — русский военный и государственный деятель, окольничий (1509/1510), боярин (1527) и воевода, старший сын боярина и воеводы Якова Захарьевича Кошкина-Захарьина (ум. 1510).

## Биография
Пётр Яковлевич Злоба впервые упоминается среди постельничих в свите великого князя московского Ивана III Васильевича во время его поездки в 1495 году в Великий Новгород.
В начале 1510 года вместе со своим двоюродным братом М. Ю. Захарьиным-Юрьевым («в окольничих места») приводил к присяге псковичей на верность великому князь московскому Василию III Ивановичу.
Летом 1512 года в звании окольничего Пётр Яковлевич Захарьин-Яковлев оборонял третьим воеводой большого полка (при князьях Д. В. Щене-Патрикееве и А. И. Булгакове-Кураке) южнорусские рубежи от нападений крымских татар и ногайцев. В том же году — второй воевода передового полка (при князе И. М. Воротынском) в русской рати под командованием князя М. И. Булгакова-Голицы на р. Угре.
В 1514 году П. Я. Захарьин-Яковлев вновь стоял с полком на Угре (при боярине С. И. Воронцове). В декабре 1515 — декабре 1517 годов Петру Яковлевичу докладывались покупка и продажа княжеских земель.
В 1522 году во время похода «по крымским вестям» Василия III Ивановича на Коломну воевода Пётр Яковлевич Захарьин сопровождал великого князя. В феврале 1527 года принимал поруку по князе Михаиле Львовиче Глинском. В том же году был пожалован в бояре.
В 1528 году боярин Пётр Яковлевич Захарьин-Яковлев вместе с князем Б. И. Горбатым-Шуйским «выручил» князей Ивана Михайловича и Андрея Михайловичей Шуйских. В случае побега этих князей в ВКЛ П. Я. Захарьин и Б. И. Горбатый должны были уплатить великому князю значительную сумму, которая собиралась с «поручников» княжат и детей боярских.
9 июня 1533 года боярин Пётр Яковлевич Захарьин-Яковлев скончался, оставив после себя четырёх сыновей и двух дочерей.

## Семья
Пётр Яковлевич Злоба Захарьин-Яковлев был женат на Анне (Анастасии).
Дети:
- Григорий Петрович Яковлев (ум. 1550/1551), боярин (1548/1549);
- Захарий Петрович Яковлев (ум. 1555), боярин (1550/1551);
- Иван Петрович Хирон Яковлев (ум. 1571), окольничий (1556/1557) и боярин (1557/1558);
- Василий Петрович Яковлев (ум. 1571), боярин (1567/1568).
- Одна дочь была замужем за князем И. И. Бельским, а вторая, Анна (ум. 1561), стала женой князя И. И. Белёвского.